# Застенный (Нижегородская область)
Застенный —  поселок в Дальнеконстантиновском районе Нижегородской области. Входит в состав  Суроватихинского сельсовета.

## География
Находится на расстоянии менее 1 км на юг от поселка Суроватиха, административного центра сельсовета.

## Население
Постоянное население составляло 46 человек (русские 100%) в 2002 году, 18 в 2010.